# Wu Ho-ching
Ho-ching Wu (* 30. August 1991 in Hongkong) ist eine Tennisspielerin aus Hongkong.

## Karriere
Wu begann mit sieben Jahren das Tennisspielen und bevorzugt Hartplätze. Sie spielt überwiegend Turniere auf der ITF Women’s World Tennis Tour, bei denen sie bislang vier Einzel- und drei Doppeltitel gewonnen hat.
Im Jahr 2009 spielte Wu erstmals für die Billie-Jean-King-Cup-Mannschaft von Hongkong; ihre Billie-Jean-King-Cup-Bilanz weist bislang 23 Siege bei 20 Niederlagen aus.

## Turniersiege

### Einzel
| Nr. | Datum         | Turnier   | Kategorie   | Belag     | Finalgegnerin    | Ergebnis         |
| --- | ------------- | --------- | ----------- | --------- | ---------------- | ---------------- |
| 1.  | 10. Juni 2018 | Sangju    | ITF $15.000 | Hartplatz | Lee Ya-hsuan     | 7:5, 6:3         |
| 2.  | 29. Juli 2018 | Taipei    | ITF $15.000 | Hartplatz | Lee Pei-chi      | 3:6, 5:4 Aufgabe |
| 3.  | 9. April 2023 | Singapore | ITF W15     | Hartplatz | Ren Yufei        | 1:6, 6:1, 6:1    |
| 4.  | 3. März 2024  | Ipoh      | ITF W15     | Hartplatz | Lisa-Marie Rioux | 6:2, 6:3         |

### Doppel
| Nr. | Datum         | Turnier             | Kategorie   | Belag             | Partnerin    | Finalgegnerinnen                  | Ergebnis         |
| --- | ------------- | ------------------- | ----------- | ----------------- | ------------ | --------------------------------- | ---------------- |
| 1.  | 14. Juli 2018 | Hongkong            | ITF $15.000 | Hartplatz         | Ng Kwan-yau  | Zeel Desai Akari Inoue            | 6:4, 6:4         |
| 2.  | 11. März 2023 | Scharm asch-Schaich | ITF W15     | Hartplatz         | Mei Hasegawa | Aglaja Fjodorowa Katarína Kužmová | kampflos         |
| 3.  | 17. Mai 2025  | Ma’anshan           | ITF W15     | Hartplatz (Halle) | Yang Yidi    | Aitiyaguli Aixirefu Zhu Chenting  | 5:7, 6:4, [10:7] |